# 12 avril dans les chemins de fer
12 mars 12 mai
Chronologies thématiques
- Croisades
- Sports
- Disney

Cette page concerne les événements qui se sont déroulés un 12 avril dans les chemins de fer.

## Événements

### XXesiècle
- 1995. États-Unis : la compagnie Chicago and Northwestern est absorbée par l'Union Pacific.
- 1996. Grande-Bretagne : la concession du réseau South central est attribué pour sept ans à la société  française CGEA.
- 1999. Allemagne : un train suspendu du monorail de Wuppertal, avec une cinquantaine de voyageurs à bord, se décroche et fait une chute de huit mètres en contrebas. L'accident fait cinq morts et 46 blessés.